# Nelvie Tiafack
Nelvie Raman Tiafack (* 3. Januar 1999 in Buea, Kamerun als Nelvie Raman Hess Tiafack) ist ein deutscher Boxer im Superschwergewicht.

## Karriere
Tiafack kam mit seiner Mutter im Alter von acht Jahren nach Deutschland. Er begann 2014 als 15-Jähriger mit dem Boxsport und trainiert seitdem im Kölner SC Colonia 06 unter Lukas Wilaschek. Seit 2020 ist er Sportsoldat der Bundeswehr.
Er wurde bereits 2016 sowie 2017 Deutscher Jugendmeister und gewann eine Bronzemedaille bei den Jugend-Weltmeisterschaften 2016 in Sankt Petersburg.
2018 wurde er erstmals Deutscher Meister bei den Erwachsenen und nahm an den Europaspielen 2019 in Minsk teil, wo er ebenfalls eine Bronzemedaille gewann; nach Siegen gegen Adam Kulik aus Polen, den Briten Frazer Clarke und Gurgen Howhannisjan aus Armenien, war er im Halbfinale gegen den Franzosen Murad Əliyev ausgeschieden. Bei den Weltmeisterschaften 2019 in Jekaterinburg unterlag er erst im Viertelfinale gegen den späteren Silbermedaillengewinner Qamschybek Qongqabajew aus Kasachstan und erreichte damit einen fünften Rang.
Nach dem Gewinn der nationalen Olympiaqualifikation in Kienbaum startete er bei der europäischen Qualifikation 2021 in Paris, wo er gegen den Ukrainer Tsotne Rogava ausschied.
Im Achtelfinale der Weltmeisterschaften 2021 in Belgrad verlor er knapp mit 2:3 gegen den späteren russischen Weltmeister Mark Petrowski.
Sein bis dahin größter Erfolg war der Gewinn der Goldmedaille bei den Europameisterschaften 2022 in Jerewan. Er siegte dabei jeweils einstimmig gegen Sergej Kalcugin aus Serbien, Nikoloz Begadze aus Georgien, Delicious Orie aus England und im Finale vorzeitig durch Aufgabe des spanischen Gegners Ayoub Ghadfa, welcher zuvor im Kampfverlauf einen Niederschlag erlitten und zweimal angezählt worden war.
Bei den Europaspielen 2023 in Krakau unterlag er erst im Halbfinale gegen Məhəmməd Abdullayev und gewann dadurch eine Bronzemedaille. Im März 2024 gewann er beim Olympiaqualifikationsturnier in Busto Arsizio jeden seiner vier Kämpfe gegen Narender Berwal aus Indien, Jure Šimunović aus Slowenien, Stylianos Roulias aus Griechenland sowie Dušan Veletić aus Serbien und löste damit ein Ticket für die Olympischen Spiele 2024 in Paris. Dort zog er nach Siegen über Məhəmməd Abdullayev und Diego Lenzi ins Halbfinale ein, wo er Bahodir Jalolov unterlag und eine Bronzemedaille gewann.

## Auszeichnungen
- Deutschlands Sportler des Monats Mai 2022
- Silbernes Lorbeerblatt, November 2024